# Нино Луканов
Нино Ценов Луканов е български драматичен и филмов артист. Автор на книгата „Борис Христов. Незабравими мигове от едно приятелство“, основател на Музикалното общество „Борис Христов“ в Стара Загора, фотограф, дарител.

## Биография
Роден е на 14 ноември 1936 година във врачанското село Девене. Завършва средно образование през 1955 година в град Враца. Още от ученик се увлича от театралното изкуство и участва в епизодични роли във Врачанския драматичен театър. След отбиване на военната служба, през сезона 1957/1958 е актьор в Ямболския драматичен театър. През 1958 започва да учи актьорско майсторство във ВИТИЗ „Кръстьо Сарафов“ в класа на професорите Георги Костов и Елка Михайлова. Завършва през 1962 и е изпратен да работи в Драматичния театър „Гео Милев“ в Стара Загора. Там играе в роли като Студента от пиесата „Когато розите танцуват“, Владимир от „Вярвам в теб“, полковник Белооков от „До нова среща земя“, Антонио от „Почивка в Арко Ирис“, Муратов от „Зикови“ на Горки, Берьозкин от „Златната карета“ на Леонов, Масларски от „Милионерът“ на Йордан Йовков. През 1982 играе на сцената на Драматичния театър в Куйбишев (днес град Самара). От 1973 специализира техника на говора в ГИТИС „Луначарски“ в Москва, а през 1981 защитава дисертация на тема „Дишането на актьора на сцената на драматичния театър“.
Има над 100 роли и над 7000 представления на сцената на Старозагорския театър, участия в художествени програми и постановки на БНТ, изявява се и на концертния подиум като рецитатор на поезията на Ботев, Маяковски и Гьоте. Активно спортува парашутизъм, безмоторно летене и йога.
Автор е на книгата „Борис Христов. Незабравими мигове от едно приятелство“, издадена през 2004 година, труд с тежестта на монографично изследване, с богат документален и снимков материал.
Основател е на Музикалното общество „Борис Христов“ в Стара Загора (1994), на което е председател и което има множество прояви, посветени на изкуството на големия оперен певец.
Дарител е на Държавния архив в Стара Загора (фонд № 1793), на Регионалния исторически музей, на Регионална библиотека „Захарий Княжески“. Дарява богатия си архив, свързан с Борис Христов и неговото семейство, както и   над 10 200 черно-бели и цветни кадъра, придружени с информация, чрез които е отразена история на Драматичния театър „Гео Милев“.
Награждаван е с орден „Кирил и Методий“ III степен (1970) и I степен (1986). Носител на голямата награда - Стара Загора (1972), специалната награда „Златен акт“ на третия републикански преглед на историческата драма и театър във Велико Търново. Избран е за „Будител на Стара Загора“ (2022).

## Филмография
- Небе за всички (1987)
- Златният век (1984), 11 серии – (в 8-а серия)
- Вибрации (1984) – Денчев
- Разказът на великия боил (1982) – Хан Телериг
- Бой последен (1977)
- Скорпион срещу Дъга (1969) – (не е посочен в надписите на филма) - Чейс
- Царска милост (1962)
- Човекоядката – телевизионна постановка, реж. Стилиян Иванов[6]